# ジス・タイム (アル・ジャロウのアルバム)
| 専門評論家によるレビュー | 専門評論家によるレビュー |
| レビュー・スコア         | レビュー・スコア         |
| 出典                     | 評価                     |
| ------------------------ | ------------------------ |
| Allmusic                 | [ 1 ]                    |

『ジス・タイム』(This Time) は、1980年にワーナー・ブラザース・レコードからリリースされた、ジャズ・ボーカリスト、アル・ジャロウの4枚目のスタジオ・アルバム。この作品は、ジャロウのサウンドが、よりR&B志向になっていく転換点となった。その結果、ジャズ・チャートでトップに立ったばかりでなく、それまでの作品以上に、メインストリームのチャートで大きな成功を収めることとなった。R&Bチャートでは最高6位、Billboard 200でも最高27位まで上昇した。1981年の第23回グラミー賞では、「ネバー・ギヴィン・アップ (Never Givin' Up)」が最優秀男性R&Bボーカル・パフォーマンス賞にノミネートされた。
『ジス・タイム』は、ジャロウが初めてアルバム・チャート Billboard 200 のトップ40に送り込んだアルバムであり、R&Bチャートのトップ10入りも、ジャズ・チャートにおける首位も、やはり初めてのことであった。次作のアルバムは、さらに大きな成功を収め、ジャズとR&Bの両方のチャートで首位を占めることになった。

## トラックリスト
日本語の曲名は、2014年の日本盤リイシューCDによる。他のデータは、Discogsによる。
1. ネバー・ギヴィン・アップ "Never Givin' Up" (Tom Canning, Jarreau) – 3:56
2. 愛のシンフォニー "Gimme What You Got" (Tom Canning, Jarreau) – 3:43
3. ラブ・イズ・リアル "Love Is Real" (Tom Canning, Jarreau, Tom Kellock) – 4:23
4. 海の男アロンゾ "Alonzo" (Jarreau) – 5:25
5. チェンジ・ユア・マインド "(If I Could Only) Change Your Mind" (Tom Canning, Allee Willis) – 4:16
6. スペイン "Spain (I Can Recall)" (Chick Corea, Jarreau, Artie Maren) – 6:31
7. 悲しみの中に "Distracted" (Jarreau) – 5:51
8. ユア・スイート・ラヴ "Your Sweet Love" (Tom Canning, Jarreau, Tom Kellock) – 4:13
9. ジス・タイム "(A Rhyme) This Time" (Jarreau, Earl Klugh) – 3:42

## チャートと受賞
「ネバー・ギヴィン・アップ」はR&Bチャートで最高26位となり、「悲しみの中に」は同じく61位、「愛のシンフォニー」は63位まで上昇した。
「ネバー・ギヴィン・アップ」は、1981年の第23回グラミー賞で、最優秀男性R&Bボーカル・パフォーマンス賞にノミネートされたが、これはジャロウがR&Bのジャンルでノミネートされた最初であった。しかし、受賞したのは同じワーナー・ブラザース・レコードでジャロウのレーベルメイトであったジョージ・ベンソンの『ギヴ・ミー・ザ・ナイト (Give Me the Night)』で、ベンソンもまたその頃、同じようなサウンドの変化を遂げていたのであった。

## パーソネル
- アル・ジャロウ –リード・ボーカル、バッキング・ボーカル (1, 2, 3, 5, 7)、ボーカル・パーカッション (1, 4)、リズム・アレンジ (1-4, 7, 8, 9)
- Greg Mathieson – リズム・アレンジ (1)、アコースティック・ピアノ (1)、ストリング・シンセサイザー (1, 3, 4, 5)
- Tom Canning – リズム・アレンジ (1, 2, 5, 8)、フェンダー・ローズ (2, 4, 5, 8)、アコースティック・ピアノ (3, 5, 8)、ベル (8)
- デイヴィッド・フォスター – アコースティック・ピアノ (2)、フェンダー・ローズ (3, 9)
- マイケル・オマーティアン – ストリング・シンセサイザー (2, 8)
- ラリー・ウィリアムズ – シンセサイザー(3, 6, 8)、フェンダー・ローズ (6)
- スティーヴ・ジョージ（英語版） – シンセサイザー (7)
- ジョージ・デューク – フェンダー・ローズ (8)
- ジェイ・グレイドン – シンセサイザー・プログラミング (1, 2, 3, 5, 8)、エレクトリック・ギター (1, 2, 3, 5, 7, 8), リズム・アレンジ (2, 3, 4, 7, 8, 9)
- オスカー・カストロ＝ネヴィス（英語版） – アコースティック・ギター (1)
- ディーン・パークス – エレクトリック・ギター (3, 5)
- アール・クルー – アコースティック・ギター (9)、リズム・アレンジ (9)
- エイブラハム・ラボリエル – ベース・ギター (1-9)
- ラルフ・ハンフリー（英語版） – ドラムス (1, 4, 5, 9)、パーカッション (4)
- カルロス・ベガ（英語版） – ドラムス (2, 3)
- スティーヴ・ガッド – ドラムス (6, 7, 8)
- Earl Lon Price – サクソフォーン (7)
- ジェリー・ヘイ – ホーン・アレンジ (1, 3, 7)、フリューゲルホーン (1, 2, 7, 8)、トランペット(3, 7)
- チャック・フィンドレー – トランペット (3, 7)
- ビル・ライヒェンバッハ・ジュニア – トランペット (3, 7)
- Tom Kellock – リズム・アレンジ (3)
- Les Thompson – ハーモニカ・ソロ (5)

## 制作スタッフ
- プロデューサー – ジェイ・グレイドン
- エンジニア – ジョー・ボーガン (Joe Bogan)、ジェイ・グレイドン
- セカンド・エンジニア – Debbie Thompson
- 録音：カリフォルニア州サンフランシスコ、ドーンブレイカー・スタジオ (Dawnbreaker Studios)
- リミックス/オーバーダブ：カリフォルニア州シャーマン・オークス（英語版）、ガーデン・レイク・スタジオ (Garden Rake Studios)
- マスタリング：バーニー・グランドマン / カリフォルニア州ロサンゼルス、A&Mマスタリング・スタジオ（英語版）
- アート・ディレクション – Richard Seireeni
- カバー写真 – リチャード・アヴェドン
- スリーブ写真 – Michael Rice and Susan  Jarreau
- 静物 – Harry Mittman